# God Bless the Go-Go's
God Bless the Go-Go's è il quarto album in studio del gruppo musicale statunitense The Go-Go's, pubblicato nel 2001, a 17 anni di distanza dal precedente.

## Tracce
1. La La Land – 3:01 (Charlotte Caffey, Kathy Valentine)
2. Unforgiven – 3:23 (Charlotte Caffey, Jane Wiedlin, Billie Joe Armstrong)
3. Apology – 3:57 (Kathy Valentine, Heatherton)
4. Stuck in My Car – 3:36 (Charlotte Caffey, Jane Wiedlin, Peter Stuart)
5. Vision of Nowness – 2:55 (Kathy Valentine, Craig Ross)
6. Here You Are – 4:01 (Charlotte Caffey, Jane Wiedlin, Jim Vallance)
7. Automatic Rainy Day – 3:17 (Gina Schock, Jane Wiedlin, Steve Plunkett)
8. Kissing Asphalt – 2:49 (Charlotte Caffey)
9. Insincere – 3:45 (Charlotte Caffey, Jane Wiedlin)
10. Sonic Superslide – 3:33 (Charlotte Caffey, Belinda Carlisle, Gina Schock, Kathy Valentine, Jane Wiedlin)
11. Throw Me a Curve – 3:11 (Charlotte Caffey, Belinda Carlisle, Gina Schock, Kathy Valentine, Jane Wiedlin)
12. Talking Myself Down – 3:55 (Charlotte Caffey, Jane Wiedlin, Susanna Hoffs)
13. Daisy Chain – 3:45 (Jane Wiedlin, Kathy Valentine, Jill Sobule)

Bonus track ristampa 2021
1. I Think I Need Sleep – 3:30 (Charlotte Caffey, Anna Waronker)
2. King of Confusion – 3:07 (Charlotte Caffey, Kathy Valentine, Bill Bartell)

## Formazione
Gruppo
- Belinda Carlisle – voce
- Charlotte Caffey – chitarra, piano, cori
- Gina Schock – batteria, percussioni
- Kathy Valentine – basso, cori
- Jane Wiedlin – chitarra, cori

Altri musicisti
- Billie Joe Armstrong – chitarra (in Unforgiven)
- Rami Jafee – mellotron, chamberlin (in Here You Are)
- Peggy Baldwin – violoncello (in Here You Are)
- Roger Manning – mellotron (in Daisy Chain)